# هاگفوش ۷۲۷۹
سیارک ۷۲۷۹ (به انگلیسی: 7279 Hagfors، نامگذاری:1985VD1) هفت هزار و دویست و هفتاد و نهمین سیارک کشف شده‌است که در ۷ نوامبر ۱۹۸۵ کشف شد.
قدر مطلق سیارک برابر ۱۲٫۷۰ است.